# Лосано, Маргарита
Маргарита Лосано (исп. Margarita Lozano, 14 февраля 1931, Тетуан, Испанское Марокко — 7 февраля 2022, Лорка, Испания) — испанская актриса.

## Биография
Родилась в Тетуане, в то время столице протектората Испанское Марокко. В 19 лет она переехала в Мадрид, где изучала моду и дизайн, но позже решила стать актрисой. Свою карьеру Лосано начинала на театральной сцене, впоследствии став получать роли на большом экране. В 1961 году она сыграла Рамону в драме Луиса Бунюэля «Виридиана». После 1963 года актриса стала меньше сниматься в испанском кино, и при содействии продюсера Карло Понти стала получать много ролей в Италии. Там у неё были заметные роли в таких фильмах как «За пригоршню долларов» Серджо Леоне, «Свинарнике» Пьера Паоло Пазолини, «Ночь святого Лоренцо», «Хаос» и «Луиза Санфеличе» братьев Тавиани, «Месса окончена» Нанни Моретти. В мае 2015 года актриса была удостоена звания почетного доктора Университета Мурсии, а в 2018 году удостоена золотой медали за заслуги в области изящных искусств Испании.
Лосано умерла в Лорке на юго-востоке Испании 7 февраля 2022 года в возрасте 90 лет. Городской совет Лорки объявил трёхдневный официальный траур в связи со смертью кинозвезды, которую считали «приемной дочерью» города.